# Hassle, Berga och Färeds landskommun
Hassle, Berga och Färeds landskommun var en tidigare kommun i Skaraborgs län.

## Administrativ historik
När 1862 års kommunalförordningar trädde i kraft inrättades i Sverige cirka 2 500 kommuner. Huvuddelen av dessa var landskommuner (baserade på den äldre sockenindelningen), vartill kom 89 städer och åtta köpingar. 
Det kunde även förekomma vissa avvikelser från principen "en socken - en kommun". Ett exempel var de tre socknarna Hassle (med Enåsa kapell), Berga och Färed, i Vadsbo härad i Skaraborgs län. Dessa bildade 1863 gemensamt denna kommun. Den 1 januari 1888 delades kommunen upp i Färeds landskommun och Hassle, Enåsa och Berga landskommun. Vid kommunreformen 1952 förenades de två landskommunerna tillsammans med Torsö landskommun och bildade Hasslerörs landskommun, som sedan 1971 ingår i Mariestads kommun.